# 新大头儿子和小头爸爸3：俄罗斯奇遇记
《新大头儿子和小头爸爸3：俄罗斯奇遇记》（英語：New Happy Dad and Son 3: Adventure in Russia），預定於2018年7月6日上映于中国大陆的动画电影，导演何澄，配音鞠萍、董浩、刘纯燕、红果果。

## 演出
| 演员                              | 角色     | 备注 |
| 鞠萍（中国大陆） 黄玉娟（香港）   | 围裙妈妈 |      |
| 董浩（中国大陆） 冯志辉（香港）   | 小头爸爸 |      |
| 刘纯燕（中国大陆） 曾佩仪（香港） | 大头儿子 |      |
| 红果果（中国大陆） 何璐怡（香港） | 棉花糖   |      |

## 曲目
- 主题曲《一颗童心》，演唱：鞠萍、小鹿姐姐、红果果、绿泡泡、哆来咪、黄炜、毛毛虫、陈怡，肖白作曲，惠子作词。[2]
- 插曲《快乐新时代》，演唱：孙丝墨、曹景程、温美琪、中央广播电视总台银河少年电视艺术团，刘思军作曲，杨启舫作词。
- 推广曲《大头儿子和小头爸爸》，演唱：黄晓明